# Église Saint-Quentin d'Hervelinghen
L'église Saint-Quentin est située à Hervelinghen, dans le département français du Pas-de-Calais.

## Histoire
Le chapitre de Thérouanne possédait en 1119 le patronage de cette église. En 1422, d’après le Cartularium Morinense, la cure d'Hervelinghen avait déjà perdu son autonomie et se trouvait associée comme secours à celle d'Audembert. 
Elle en fut séparée pour être érigée de nouveau en paroisse indépendante par une ordonnance épiscopale du 6 février 1658, 
et placée dans le doyenné de Marck.
Lorsque sous Henri II on répartit les terres du Calaisis, on trouva dans l'église cinq ménages anglais qui s'y étaient cantonnés avec femmes et enfants.

## Description
L'église possède une cloche de 1713. Elle est entourée d'un cimetière.

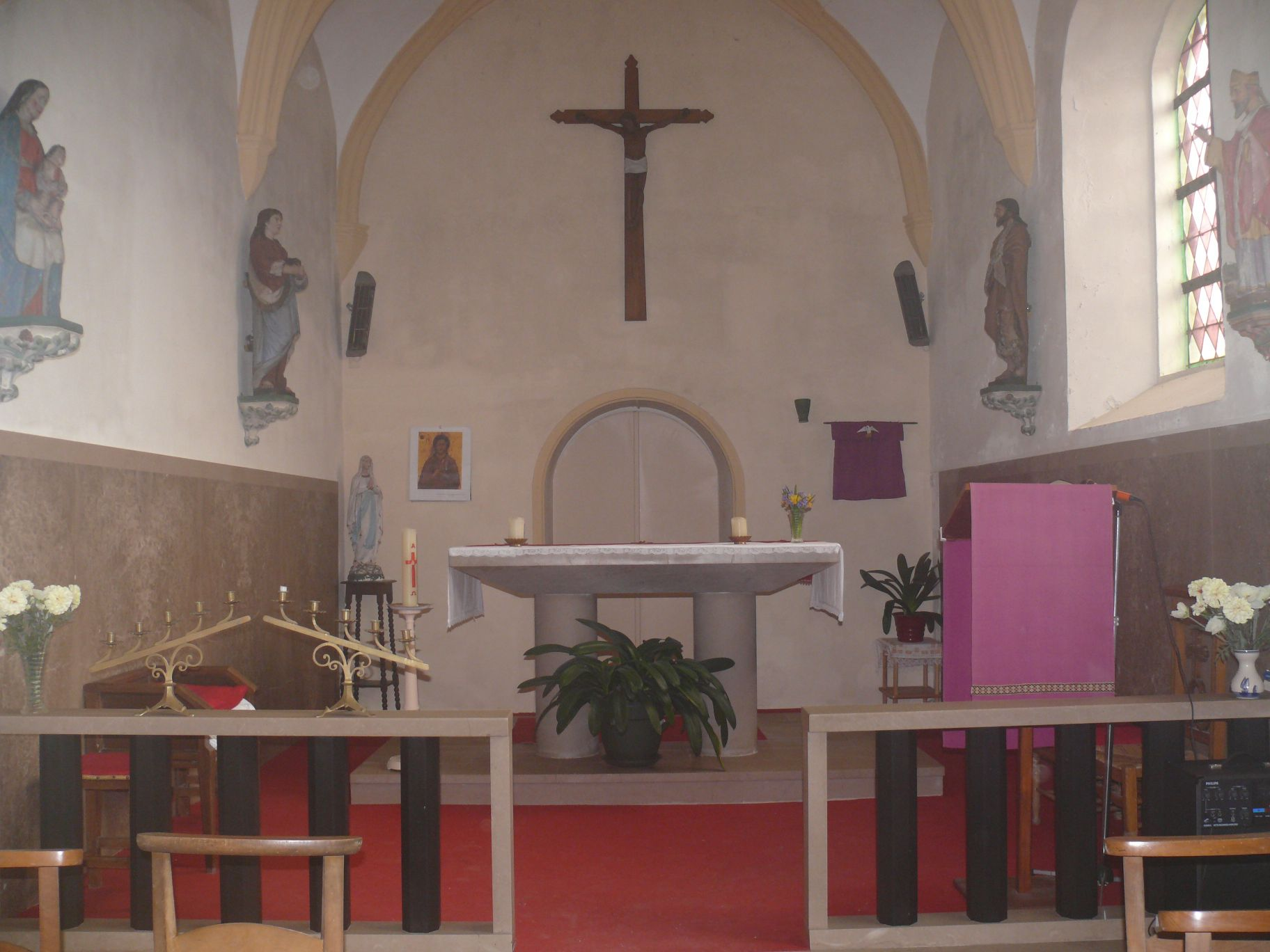
L'intérieur de l'église.